# Biciclistul singuratic
Biciclistul singuratic (în engleză The Adventure of the Solitary Cyclist) este una dintre cele 56 povestiri scurte cu Sherlock Holmes ale lui Sir Arthur Conan Doyle și a patra povestire din volumul Întoarcerea lui Sherlock Holmes.
Povestirea a fost publicată în hebdomadarul american Collier's Weekly din 26 decembrie 1903 și în revista Strand Magazine din ianuarie 1904, cu ilustrații de Sidney Paget, apoi în volumul "Întoarcerea lui Sherlock Holmes" (în engleză The Return of Sherlock Holmes) editat la 7 martie 1905 de George Newnes Ltd din Anglia. 
Particularitatea acestei povestiri o constituie faptul că doctorul Watson conduce singur investigația fără ajutorul lui Sherlock Holmes în timpul primei părți a acestei aventuri.

## Rezumat

### Misterul inițial

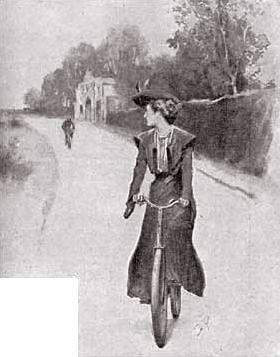
Domnişoara Violet Smith, urmărită de un necunoscut.

În sâmbăta de 23 aprilie 1895, domnișoara Violet Smith sosește la 221B Baker Street pentru a-i expune lui Sherlock Holmes o situație care o intrigă. Tânăra femeie îi explică detectivului că este o profesoară de muzică ce provine dintr-o familie săracă, după moartea tatălui ei cu câteva luni în urmă. Ea locuiește alături de mama sa, având și un unchi cu numele de Ralph Smith, dar acesta din urmă decedase în decembrie 1894. El trăia în Africa de Sud, iar moartea sa îi fusese raportată de doi oameni cu numele de Bob Carruthers și Jack Woodley, cunoștințe ale lui Ralph Smith din Africa. 
Văzând starea de sărăcie în care trăia tânăra femeie, Bob Carruthers i-a propus să locuiască cu el la Charlington (la țară) pentru a-i da lecții de muzică fiicei sale în schimbul unui salariu bun. Fata a acceptat cu condiția să i se permită să-și petreacă fiecare sfârșit de săptămână cu mama sa. Tânăra femeie pleacă în fiecare sâmbătă acasă, mergând cu bicicleta de la casa domnului Carruthers până la gara din Charlington, de unde ia trenul către Londra. Traseul parcurs cu bicicleta este unul destul de pustiu, având pe de o parte o pădure, iar pe altă parte un câmp arabil. Tânăra femeie se arată mulțumită de situația sa, dar a remarcat că în ultimele săptămâni este urmărită pe traseul către gară de un biciclist cu barbă pe care ea nu-l cunoaște și care păstrează o distanță de circa 200 metri în spatele ei. Tânăra femeie, mai curând curioasă decât speriată, îi cere lui Holmes să o ajute să înțeleagă care e motivul pentru care este urmărită.

### Rezolvare
Holmes, foarte ocupat cu o altă afacere, îl trimite luni dimineață pe Watson la Charlington pentru a observa traseul parcurs cu bicicleta de Violet Smith de la gară către casa lui Carruthers. Watson o vede pe Violet Smith pe bicicletă, urmărită de un bărbat cu barbă. După o porțiune de urmărire, bărbatul în cauză se retrage pe o potecă din pădure care duce la un conac. Watson decide atunci să se informeze cu privire la locatarii conacului și află de la o agenție imobiliară din Pall Mall că locuința fusese închiriată de scurtă vreme de un om pe nume Williamson.
Watson îi face un rezumat lui Holmes care se arată nemulțumit de observațiile lui Watson, din cauza faptului că acestea nu-i aduc elemente noi. Holmes se duce el-însuși la Charlington marți după-amiază fără Watson. Pentru a se informa cu privire la locuitorii conacului, el intră în cârciuma satului unde află că Williamson este un fost preot, destul de dubios. Acolo se întâlnește cu Jack Woodley (evocat în prezentarea lui Violet Smith), o brută deranjată de investigațiile lui Holmes. Cei doi se bat cu pumnii, iar Woodley este dus acasă cu o căruță.
În ziua de joi, Holmes și Watson primesc o scrisoare de la Violet Smith care îi informează că angajatorul său, Bob Carruthers, a cerut-o în căsătorie, dar ea a refuzat, deoarece era deja logodită cu un alt bărbat. Aflată într-o situație delicată, tânăra femeie decide să-și dea demisia. 

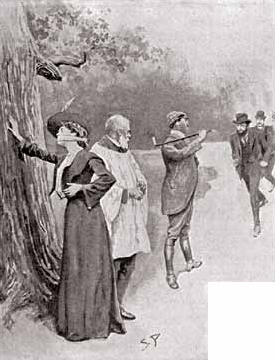
Violet Smith, legată şi căsătorită cu forţa cu Woodley de către Williamson, în timp ce Carruthers, Holmes şi Watson sosesc în fugă.

Holmes bănuiește că tânăra femeie se va afla în pericol în timpul deplasarării către Londra din dimineața zilei de sâmbătă. El se duce la Charlington, însoțit de Watson. Cei doi ajung un pic prea târziu și-l observă pe drum pe bărbatul cu barbă într-o stare de agitație, căutându-l și el pe Violet Smith pentru a o salva de pericol. Cei trei bărbați intră pe terenul conacului din Charlington de pe potecă și descoperă că preotul Williamson tocmai încheiase cu forța o căsătorie între Violet Smith și Jack Woodley. Bărbatul bărbos din compania lui Holmes și Watson este Bob Carruthers, fostul angajator al tinerei femei. Înfuriat de ceea ce săvârșise prietenul său, Jack Woodley, el scoate pistolul și trage asupra acestuia, rănindu-l fără a-l ucide. 
Bob Carruthers îi explică atunci lui Holmes că el-însuși și Woodley au pus la cale un plan pentru a pune mâna pe moștenirea foarte consistentă a lui Ralph Smith, unchiul lui Violet Smith, pe care-l cunoscuseră în Africa de Sud. Unul din cei doi trebuia să se căsătorească cu Violet, intrând astfel în posesia moștenirii pe care urma să o împartă cu celălalt. Totuși, în cursul ultimelor luni, Carruthers s-a îndrăgostit de Violet. Aceasta l-a refuzat și urma să se întoarcă la Londra unde o aștepta logodnicul ei, dar Jack Woodley, mai puțin scrupulos, a hotărât să încheie o căsătorie cu forța apelând la un preot căruia îi promisese o parte din bani. Holmes remarcă faptul că o căsătorie săvârșită de un preot excomunicat nu este valabilă. La final are loc un proces în care Woodley este condamnat la 10 ani de închisoare, Williamson la 7 ani, iar Carruthers la o pedeapsă mult mai mică. 

## Personaje
- Sherlock Holmes
- doctorul Watson
- Violet Smith - profesoară de muzică
- Ralph Smith - unchiul Violetei Smith
- Bob Carruthers - angajatorul domnișoarei Smith
- Jack Woodley - infractor din Africa de Sud
- Williamson - preot excomunicat

## Comentariu
Prima versiune a povestirii a fost refuzată de editorul revistei Strand Magazine deoarece Holmes nu era prea implicat în desfășurarea evenimentelor. 
Conan Doyle nu a fost foarte mulțumit de această povestire și credea că primele trei povestiri din volumul Întoarcerea lui Sherlock Holmes ("Casa pustie", "Constructorul din Norwood" și "Omuleții dansatori") erau mai bune decât această povestire. 
"Biciclistul singuratic" este una din puținele exemple din literatura britanică de furt al miresei.

## Aluzii la anchete inedite
La începutul acestei povestiri, Holmes afirmă că are puțin timp pentru a se ocupa de această afacere a tinerei bicicliste din cauza faptului că este foarte ocupat cu afacerea «straniilor persecuții cărora le este victimă John Vincent Harden, celebrul milionar din industria tutunului». Această aventură paralelă este inedită. Pe la început, Holmes îi spune lui Watson următorul aspect cu privire la orașul Farnham: « Îți aduci aminte, Watson, că acolo l-am prins pe Archie Stamford, falsificatorul ». Această aventură este și ea inedită. 

## Adaptări teatrale și cinematografice
Această povestire a servit ca sursă de inspirație pentru al treilea film cu Sherlock Holmes (filmat în 1921) din seria de filme mute cu Eille Norwood.
Povestirea "Biciclistul singuratic" a fost adaptată în 1968 pentru un episod (episodul 26) al serialului TV Sherlock Holmes (realizat de BBC) cu actorii Peter Cushing și Nigel Stock. 
O nouă adaptare a fost realizată în 1984 pentru un episod al serialului de televiziune "Sherlock Holmes" realizat de Granada Television cu Jeremy Brett în rolul principal.  Acest episod este al patrulea al primului sezon. Această versiune este destul de fidelă textului original, cu unele excepții; totuși, are o parte comică la final când experimentul chimic al lui Holmes umple apartamentul cu fum și duce la sosirea pompierilor! (Experimentul chimic - fără fum - este din povestirea "Tratatul naval".)

## Traduceri în limba română
- Biciclista singuratică - în volumul "Biciclista singuratică. Cazul de la Abbey Grange" (Transilvania Press, Sibiu, 1991) - traducere de Andrei Bantaș
- Biciclistul singuratic - în volumul "Aventurile lui Sherlock Holmes. Vol. III" (Colecția Adevărul, București, 2010) - traducere de Silvia Stan
- Biciclistul singuratic - în volumul "Aventurile lui Sherlock Holmes. Vol. III" (Colecția Adevărul, București, 2011) - traducere de Silvia Stan